# Tyke Peacock
Tyke Peacock (ur. 24 lutego 1961) – amerykański lekkoatleta specjalizujący się w skoku wzwyż.
W 1981 r. zajął 1. miejsce podczas rozegranego w Rzymie pucharu świata. W tym samym roku zdobył tytuł mistrza Stanów Zjednoczonych w skoku wzwyż. W 1983 r. zdobył tytuł halowego mistrza Stanów Zjednoczonych oraz odniósł największy sukces w karierze, zdobywając w Helsinkach srebrny medal mistrzostw świata (z wynikiem 2,32; za Hennadijem Awdiejenko).
Rekordy życiowe:
- skok wzwyż – 2,33 – Berlin 17/08/1983
- skok wzwyż (hala) – 2,31 – Rosemont 27/01/1985